# Afrikanischer Umberfisch
Der Afrikanische Umberfisch (Atractoscion aequidens) ist eine Fischart aus der Familie der Umberfische (Sciaenidae). Er kommt vor der Südküste Afrikas von Angola über Südafrika bis Mosambik sowie vor der Ostküste Australiens vor. Die Art wird kommerziell sowie von Sportfischern befischt und frisch vermarktet. In Südafrika wird er oft als Kap-Lachs vermarktet, obwohl er mit den Lachsfischen nicht verwandt ist.

## Merkmale
Afrikanische Umberfische sind langgestreckte, kräftige Fische, die eine Länge von bis zu 130 cm und ein Gewicht von bis zu 25 kg erreichen können. Sie sind bläulich bis kupferfarben mit silbrigem Glanz und weißlichem Bauch. Das Maul ist groß und endständig mit mehreren Reihen nadelartiger Zähne einheitlicher Größe. Das Innere des Mauls und des Kiemendeckels ist auffällig gelb, weshalb die Art auf Afrikaans geelbeek (Gelbmaul) heißt. Entlang der Seitenlinie liegen 75 Ctenoidschuppen. Die Flossen sind durchscheinend grau. Die Rückenflosse ist durch eine deutliche Kerbe in einen vorderen Teil mit neun bis 10 Hartstrahlen und einen hinteren Teil mit einem Hart- und 25 bis 32 Weichstrahlen geteilt. Die Afterflosse weist zwei Hart- und neun bis zehn Weichstrahlen auf. Die Schwanzflosse ist gekerbt. Die Kiemenreuse weist am ersten Bogen 12 bis 16 Dornen auf. Die Schwimmblase hat ein einzelnes Paar von Anhängen.

## Lebensweise
Die Art lebt in Küstengewässern über sandigem Grund bis etwa 200 Meter Tiefe. Sie bildet Schulen, die sich vorwiegend in Bodennähe aufhalten. Die Tiere sind schnelle, nachtaktive Jäger, die im Pelagial schwimmende Fische auch bis zur Wasseroberfläche verfolgen. Jungtiere halten sich häufig in Ästuaren auf.